# Francisco de Goes
Francisco de Goes (fl. XVI-XVII secolo) è stato un artigiano portoghese del XVI secolo.
Non si hanno notizie dettagliate di questo artefice, appartenente ad una famiglia attiva fino alla metà del Seicento. Ottenne la licenza per fabbricare strumenti scientifici, in particolare nautici, nel 1587 ed esercitò la propria attività a Lisbona almeno fino al 1632.